# Mi Andromedae
Mi Andromedae (μ And) –  biała gwiazda w gwiazdozbiorze Andromedy (wielkość gwiazdowa: +3,86m), odległa od Słońca o około 136 lat świetlnych. Należy do typu widmowego A5 V (zob. diagram Hertzsprunga-Russella).